# Xiah Junsu
Kim Junsu (em coreano: 김준수; Gyeonggi, 15 de dezembro de 1986), mais conhecido pelos seus nomes artísticos Xiah ou Xia Junsu (na Coreia do Sul) e Junsu (em japonês: ジュンス) no Japão. É um cantor, compositor e, casualmente, ator. Estreou como cantor no grupo TVXQ, como vocalista principal, porém atualmente é membro do grupo sul-coreano JYJ como vocalista principal, desde 2010. Em fevereiro de 2017 se alistou no exército para cumprir os serviços militares.
Kim estreou em 2003 como membro da TVXQ, uma boy band produzida e formada pela gravadora e agência de talentos sul-coreana SM Entertainment, sendo trainee há seis anos. Ele havia lançado quatro álbuns coreanos, quatro japoneses, trinta singles japoneses e vários coreanos durante seus primeiros seis anos na indústria da música como TVXQ. Em 2009, Kim e outros membros do TVXQ Kim Jaejoong e Park Yoochun entraram com uma ação contra a SM Entertainment, argumentando que seus contratos exclusivos eram unilateralmente desvantajosos para os artistas e deveriam ser invalidados. O Tribunal Distrital Central de Seul decidiu a favor dos três e concedeu uma liminar suspendendo seus contratos. O trio se reuniu e posteriormente formou o JYJ (anteriormente conhecido como JUNSU / JAEJOONG / YOOCHUN no Japão). Como JYJ, Kim lançou um álbum em inglês, dois álbuns coreanos, um EP japonês e um EP coreano.
Kim começou sua carreira solo em 2010 com o lançamento do EP japonês Xiah, que alcançou o número dois na parada de singles da Oricon no Japão. No mesmo ano, ele assumiu o papel de Wolfgang em seu musical de estreia, Mozart!, recebendo elogios da crítica e sucesso comercial. Após o lançamento de Xiah, a carreira musical de Kim foi interrompida por causa de uma discórdia entre ele e sua gravadora japonesa Avex Trax, que levou à suspensão repentina de todas as suas atividades no Japão. Em maio de 2012, ele lançou seu primeiro álbum solo coreano de estúdio Tarantallegra, sendo representado pela nova agência de gerenciamento C-JeS Entertainment. Após o lançamento, ele embarcou em sua primeira turnê mundial. Ele voltou com seu segundo álbum de estúdio solo coreano, Incredible, em julho de 2013.
Apesar das limitações na cobertura da mídia e nas atividades promocionais causadas pela proibição nos três principais emissores terrestres da área de entretenimento da Coreia do Sul, resultantes da interferência da SM Entertainment, o primeiro e o segundo álbum de estúdio de Kim alcançaram o segundo lugar nos álbuns de Gaon. na Coreia do Sul, além de alcançar o número dez e o número cinco na parada Billboard World Albums de Tarantallegra e Incredible, respectivamente. Ele também é conhecido por vender ingressos para seus shows e musicais em minutos, apelidado de "poder dos ingressos" pela mídia sul-coreana.

## Biografia
Kim nasceu e cresceu em Gyeonggi-do, Coreia do Sul. Ele tem um irmão gêmeo fraterno mais velho chamado Kim Junho, que também é cantor principalmente no Japão e na China, onde é mais conhecido por seus nomes artísticos JUNO e ZUNO. Aos onze anos, Kim foi contratado pela SM Entertainment após sua participação no 6º Anual Starlight Casting System da agência.
Atendeu à escola primária de Neunggok, escola secundária de Nunggok, escola secundária de Hwasu e transferiu-se então à escola secundária de Hanam. Ele se formou no colegial junto com Park Yoochun em 2007. Kim Junsu assumiu o Teatro Musical na Universidade de Myongji e se formou em 2011.
Em 2002, a SM Entertainment colocou Junsu em um grupo de R&B do projeto com outros dois estagiários, seu amigo de infância Eunhyuk e Sungmin. Eles apareceram em um programa chamado "2002 Survival Audition - Heejun vs. Kangta, Batalha do Século", junto com três futuros membros da banda de rock TRAX (Jay Kim, No Minwoo, Kang Jungwoo). Eles foram julgados e orientados por Moon Hee Jun e Kangta, dois membros do HOT, antigo grupo da SM Entertainment. Kangta elogiou Kim bastante no show, dizendo que ele tinha potencial como vocalista principal. O grupo se separou em 2003 (ambos Eunhyuk e Sungmin começaram a estrear como Super Juniordois anos depois), quando Kim foi selecionado para ser membro do TVXQ.

### 2003–2009: TVXQ, processo contra a SM Entertainment
Kim foi o primeiro membro a ingressar no TVXQ e estreou oficialmente com o grupo em 26 de dezembro de 2003. Ele escolheu Xiah como seu nome artístico, explicando que o nome era abreviado para "Asia" (retirando o "a" em "Ásia"). "Xiah" seria uma implicação de seu desejo de se tornar não apenas uma estrela na Coreia do Sul, mas também uma estrela reconhecida em toda a Ásia.
Em 2006, Kim apareceu na música de estreia do ex-companheiro de gravadora Zhang Liyin, "Timeless". É um remake do dueto de Kelly Clarkson e Justin Guarini, gravado originalmente em 2003. Ele também fez uma aparição na segunda parte do videoclipe de "Timeless". Em 2007, ele foi escolhido para fazer parte do grupo de projetos Anycall da Samsung, Anyband. A banda inclui a ex-cantora de selo BoA, o tablo do grupo sul-coreano de hip hop Epik High e o pianista de jazz Jin Bora. Anyband lançou apenas um single com o mesmo nome.
Em 31 de julho de 2009, Kim e outros dois membros da TVXQ - Jaejoong e Yoochun - apresentaram uma solicitação ao Tribunal Central do Distrito de Seul para determinar a validade de seu contrato com a SM Entertainment. Por meio de seus advogados, os membros declararam que o contrato de 13 anos era excessivamente longo, os cronogramas foram cumpridos sem a confirmação ou permissão dos membros, os termos do contrato foram estendidos e alterados sem seu conhecimento ou consentimento e os ganhos do grupo não foram distribuídos de maneira justa aos membros.  O Tribunal do Distrito Central de Seul concedeu uma liminar temporária aos três membros em outubro de 2009 e decidiu que a SM não pode interferir em suas atividades individuais, mas também que eles só podem atuar como membros da TVXQ através da SM Entertainment.
Em novembro de 2012, o processo de três anos e quatro meses concluído como SM Entertainment e JYJ alcançou um acordo mútuo para rescindir todos os contratos entre as duas partes e não interferir nas atividades uma da outra no futuro. Em uma arbitragem voluntária no Tribunal Distrital Central de Seul, a SM Entertainment finalmente concordou que seu contrato terminava em 31 de julho de 2009 e que não iria mais interferir nos empreendimentos da JYJ na Coreia.

### 2010–2011: carreira solo e JYJ

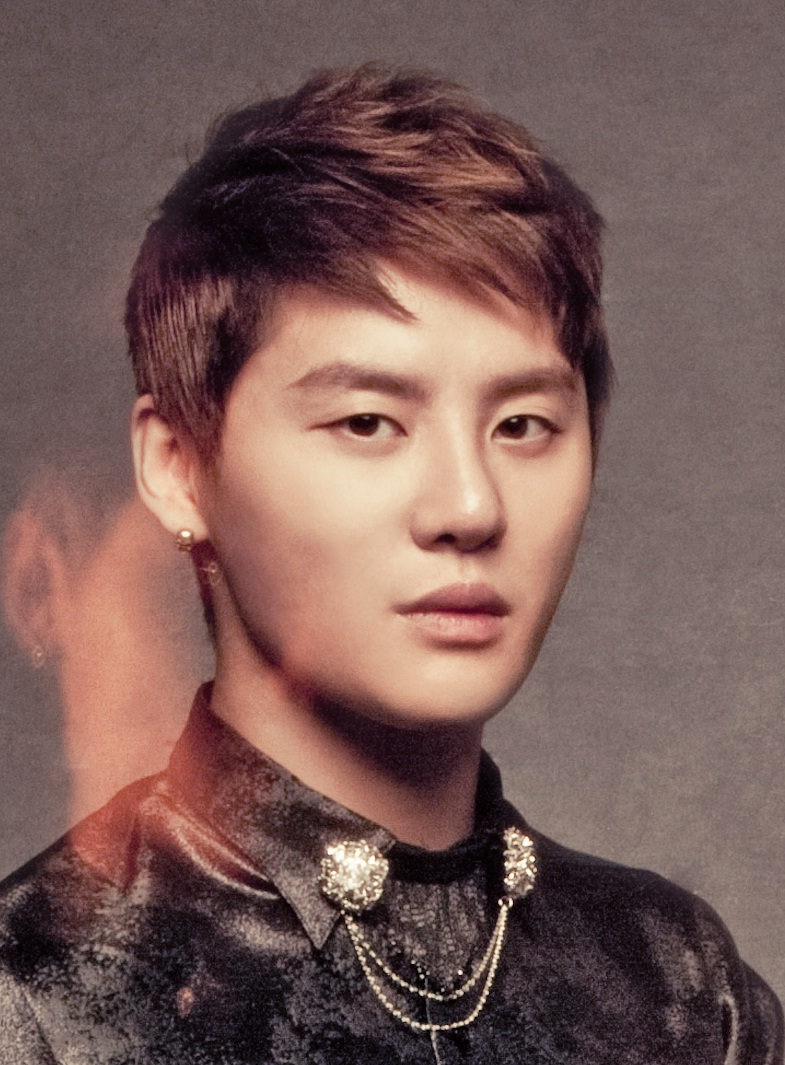
Junsu em 2012.

No início de 2010, Kim estrelou a produção sul-coreana do musical austríaco Mozart!, desempenhando o papel principal Wolfgang. Sua estreia como ator foi recebida com grande resposta, já que os ingressos para cada um de seus shows estavam completamente esgotados e ele foi capaz de varrer todos os prêmios de Melhor Iniciante em várias cerimônias de premiação.
Em abril, o grupo de três membros JYJ (inicialmente conhecido como Junsu / Jaejoong / Yoochun) foi criado, após um anúncio feito pela Avex Trax, a gravadora japonesa do trio na época. Depois que Avex revelou que o TVXQ entraria em hiato indefinido, decidiu-se que Kim faria sua estreia solo como cantor no Japão. Um teaser mostrando sua música composta "Intoxication" foi tornado público e anunciado como a faixa principal de seu próximo single. O single de dupla produção A-side (Refer Xiah) foi lançado em 26 de maio e estreou no número dois na tabela Oricon do Japão. Duas músicas do single, "Kanashimi no Yukue" (O Paradeiro da Tristeza) e "Love が い れ ～ Beautiful Love" foram usadas como música tema da Carta de Amor Atono 5nen da BeeTV.
Em setembro, o JYJ lançou o The ..., seu primeiro EP japonês, que estreou no número um da Oricon. No entanto, a Avex havia anunciado a suspensão das atividades do grupo no Japão, incluindo a Kim, no mesmo mês daquele ano. JYJ começou a lançar The Beginning, um álbum global que foi cantado em inglês. Kim promoveu o novo álbum com o JYJ em uma turnê mundial com datas na Coreia do Sul, Sudeste Asiático e Estados Unidos.

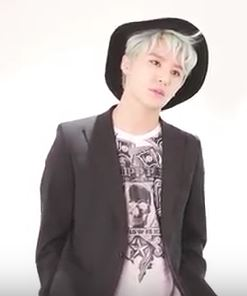
Kim Junsu em 2015.

Em outubro, Kim deveria colaborar com o compositor húngaro Sylvester Levay para um concerto intitulado "Kim Junsu Musical Concert, Levay with Friends". Foi realizado em Seul, na Arena Olímpica de Ginástica, de 7 a 10, por um total de 4 dias. O conhecido ator musical alemão Uwe Kröger, que trabalhou com Levay em vários musicais, visitou a Coreia do Sul para participar do concerto como convidado especial. Durante o show, Kim apresentou "Miss You So", uma música que foi escrita especialmente para ele por Levay, para os fãs. Ele também tocou "Intoxication" perante o público coreano pela primeira vez fora do Japão.
Em janeiro de 2011, foi lançado o EP coreano do JYJ, Their Rooms "Our Story". Kim contribuiu na composição e composição de duas músicas do álbum, uma faixa up-time intitulada "Mission" e uma balada intitulada "Fallen Leaves". No mês seguinte, ele estrelou seu segundo musical, "Tears of Heaven". Kim interpretou Jun-Hyung, um soldado coreano que se apaixonou por uma cantora vietnamita durante a guerra do Vietnã.
A partir de abril, Kim viajou pela Ásia e América do Norte para a primeira turnê mundial do JYJ. Mais tarde, a turnê foi estendida à Europa e América do Sul, adicionando mais quatro paradas na Espanha, Alemanha, Chile e Peru. Em maio, Kim foi nomeado embaixador honorário do 5º The Musical Awards, junto com a atriz musical Jo Jung Eun. Ele também foi indicado para "Melhor Ator" e depois ganhou o "Popular Star Award" na mesma cerimônia de premiação. Em agosto, Kim lançou uma música para o drama coreano Scent of A Woman's.OST, "Você é tão bonito". A música conseguiu chegar ao topo das paradas musicais em tempo real logo após o lançamento. Ele também fez uma aparição no drama como cantor popular que o personagem principal idolatra e admira. Em setembro, o JYJ lançou seu primeiro álbum coreano, In Heaven. Kim e a atriz Song Ji-hyo apareceram nos seis minutos de videoclipe da faixa principal do álbum, "In Heaven". Uma versão de 10 minutos foi lançada mais tarde, revelando a história completa. Em novembro, Kim ganhou o "Popular Star Award" no 17º Korea Musical Awards ao lado de Yoon Gong Joo, co-estrela de "Tears of Heaven". Em dezembro, ele e o ator sul-coreano Jang Geun-Suk receberam um prêmio K-POP Superstar no "2011 Asia Jewelry Awards", realizado em Seul.

### 2012–2014: Tarantallegra e Incredible

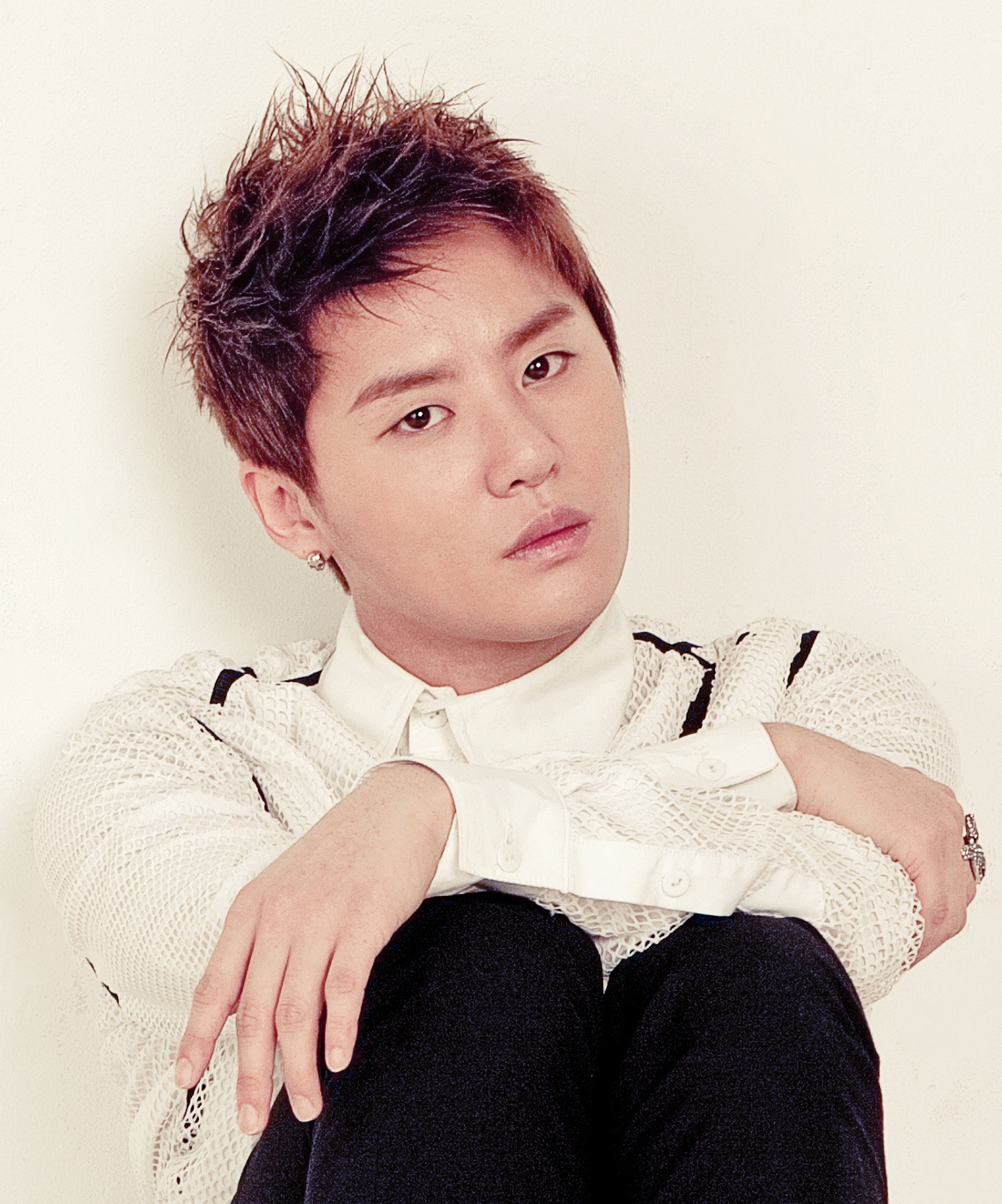
Kim Junsu em 2011 para LG Optimus Q2.

Kim lançou seu primeiro álbum solo coreano, Tarantallegra, em maio de 2012. Foi seu primeiro lançamento de música solo em dois anos, após a suspensão de suas atividades solo em 2010. Para o álbum, ele diretamente participou da produção, compondo e escrevendo as letras para a maioria das músicas. Rapper Flowsik do grupo de música asiático-americano Aziatix destaque na faixa-título do álbum, "Tarantallegra". Depois de lançar dois teasers conceituais, Kim lançou um teaser de vídeo para "Tarantallegra", onde ele mostrou uma transformação drástica em uma imagem completamente nova. O videoclipe foi publicado na íntegra em 13 de maio, um dia antes do lançamento oficial do álbum. Para promover o álbum, ele realizou concertos na Ásia, América do Norte, América do Sul e Europa. A turnê asiática começou nos dias 19 e 20 de maio no Estádio Indoor Jamsil de Seul e continuou na Tailândia, Indonésia, Taiwan, China e Hong Kong. Antes da turnê norte-americana, sul-americana e europeia, a C-JeS Entertainment revelou que Kim havia terminado de gravar uma música em inglês e planejava um novo lançamento. O single, intitulado Uncommittedé escrito por Bruce 'Automatic' Vanderveer e inclui uma nova versão da música "Tarantallegra". Kim também confirmou as datas restantes da turnê com paradas em Nova York, Los Angeles, México, Brasil, Chile e Alemanha. O primeiro show foi realizado no Hammerstein Ballroom de Nova York e o show final, realizado em Turbinenhalle, em Oberhausen. Enquanto estava em turnê Kim, junto com Seung-ah, de Sunny Hill, fez uma aparição no girl group sul-coreano, o videoclipe de Fiestar para seu single de estreia, "Vista".

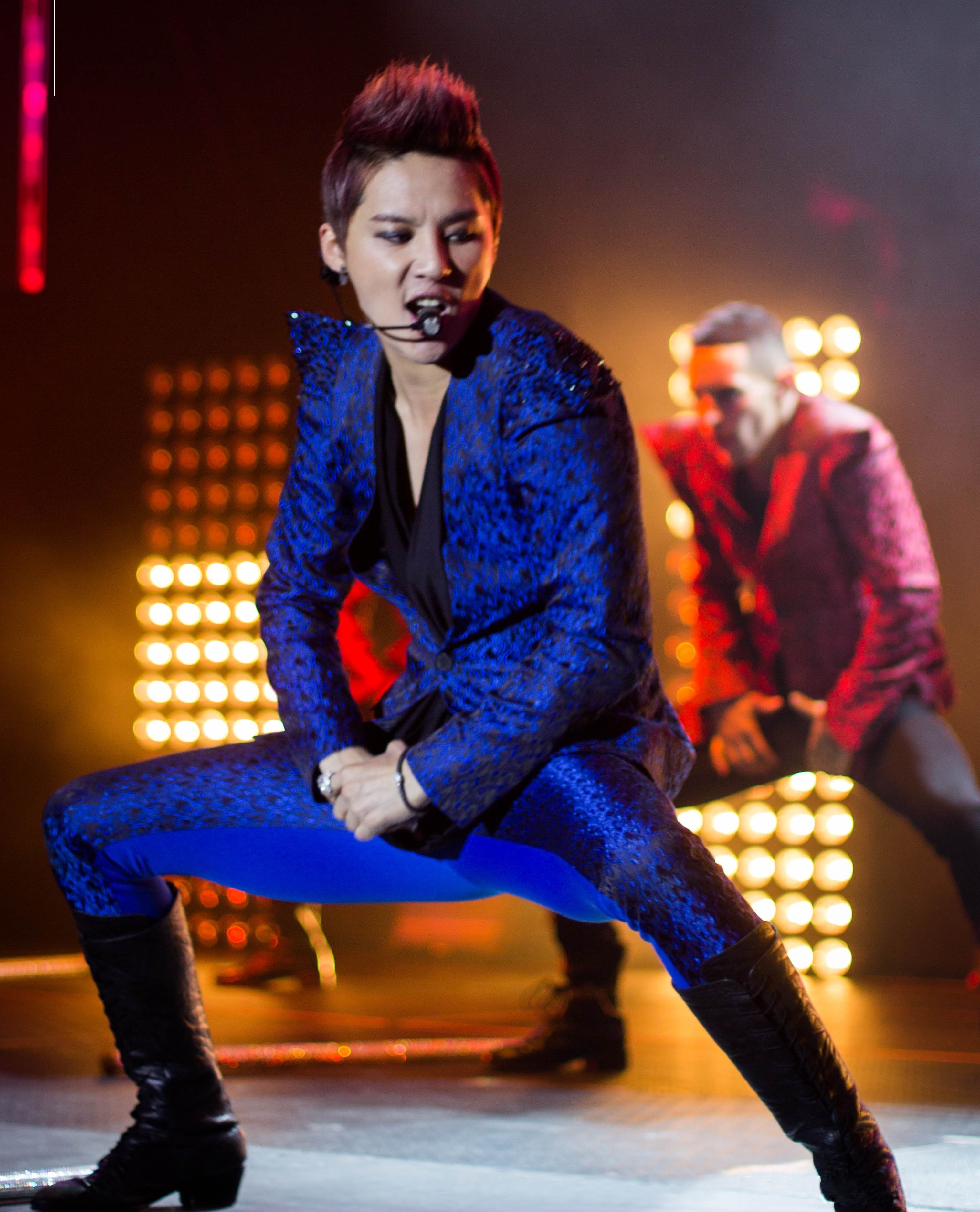
Junsu no palco no Hollywood Palladium, Los Angeles em 2012.

Em outubro de 2012, Kim ganhou seu primeiro prêmio de "Melhor Ator" no 18º Korea Musical Awards por sua atuação como a existência transcendental Der Tod ou The Death, um papel principal no Elisabeth, seu terceiro musical. Ele também recebeu o terceiro "Popular Star Award" consecutivo no anual The Musical Awards, em junho. Na véspera de Natal, Kim lançou um single digital, Thank U For, antes de realizar um show ao vivo intitulado "2012 XIA Ballad & Musical Concert with Orchestra" no dia 29. O show contou com baladas de seu álbum, músicas do OST e algumas peças de seus musicais anteriores, Até o final de 2012, Kim vendeu quase 200.000 cópias de Tarantallegra e Uncommitted combinadas, tornando-se um dos artistas solo mais vendidos do ano na parada de discos Gaon, na Coreia do Sul.
Em 25 de fevereiro de 2013, Kim (como JYJ) foi convidado para se apresentar na cerimônia de inauguração do atual presidente da Coreia do Sul, Park Geun-hye, realizada no Center Plaza do Edifício da Assembleia Nacional, na frente de mais de 70.000 pessoas. Dois meses depois, Kim subiu ao palco do show de três dias do JYJ, "The Return of JYJ", realizado no Tokyo Dome. O show esgotado marca a primeira vez que o JYJ foi capaz de se apresentar no Japão depois que o contrato com sua antiga agência de administração japonesa Avex terminou em 2010.
Incredible, o segundo álbum de estúdio coreano de Kim, foi lançado em julho de 2013. Sua faixa principal, "Incredible", foi feita por Bruce 'Automatic' Vanderveer, com quem ele colaborou em seu primeiro single em inglês. Antes do lançamento do álbum, Kim lançou um single digital que servirá como faixa de pré-lançamento, chamada "11AM". No dia 15, ele realizou uma vitrine solo no UNIQLO AX Hall, em Seul, para comemorar o lançamento oficial do Incredible. Sua segunda turnê principal começou na semana seguinte, com sua primeira parada em Bangkok, na Tailândia.
Mais tarde, Junsu realizou uma turnê solo no Japão, chamada "2014 XIA The Best Ballad Spring Tour Concert no Japão", começando em Tóquio nos dias 13 a 15 de maio e depois indo para Osaka nos dias 22 e 24 de maio. O pôster do show foi lançado no início de abril.

### 2015–2017: álbuns e musicais solo
Em 3 de março de 2015, o terceiro álbum de estúdio de Kim, Flower, foi lançado. O álbum estreou no número 1 nas paradas Gaon e Oricon. A música-título Flower apresenta Tablo, da Epik High, com Dok2 e Naul (Brown Eyed Soul) também no álbum. No mesmo dia do lançamento do álbum, Kim lançou o 2015 Xia Third Asia Tour Concert - Flower com a primeira parada em Osaka.
Em abril de 2015, Kim foi confirmado para atuar na versão coreana do musical Death Note. Kim desempenhou o papel de L.
Kim anunciou que voltaria com um mini-álbum e lançou a música-título Ontem, em 19 de outubro de 2015. O Rapper Giriboy aparece na faixa "Oeo", enquanto Cheetah faz parte do "Midnight Show".
Kim apareceu no sétimo álbum do rapper Psy, Psyder, com a música "Dream".
Em maio de 2016, foi lançado seu quarto álbum solo, Xignature, apresentando The Quiett, Automatic, Crucial Star e Paloalto. Mais tarde, ele desempenhou o papel principal em dois musicais, Drácula e Dorian Gray.
No início de 2017, Kim novamente assumiu o papel de L no musical Death Note, antes de se alistar no exército como um policial recrutado.

### 2018 – presente: Descarga de militares, musicais
Kim recebeu alta do serviço militar em 5 de novembro de 2018 e começou as promoções com um evento de assinatura de fãs no COEX Live Plaza. Ele realizou um concerto de 3 dias 'Way Back Xia' no Jamsil Indoor Stadium. Após sua alta, Kim voltou ao palco para seu papel de Death no musical Elizabeth. Kim está programado para estrelar o musical Xcalibur como Rei Arthur de 15 de junho a 4 de agosto de 2019 no Centro Sejong de Artes Cênicas, em Seul.

## Vida pessoal

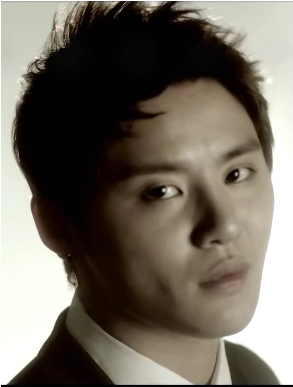
Kim Junsu, JYJ. Cropped and retouched from original (see source)

Em 1 de janeiro de 2016, foi relatado que Hani, do EXID e Junsu, namoravam há seis meses. A agência de Junsu, C-JeS Entertainment, confirmou esses relatos, dizendo: "Esta é a declaração oficial das notícias de namoro de Junsu e da EXID Hani. Os dois se encorajaram e se apoiaram em suas atividades como sunbae e hoobae como artistas. É verdade que recentemente , eles começaram um relacionamento e estão se encontrando bem ". O representante também acrescentou: "Mas como os dois são artistas que estão recebendo muito amor, pedimos cumprimentos calorosos. Como o namoro é uma questão pessoal, não podemos mais revelar nada e pedir sua compreensão". Em 13 de setembro de 2016, foi revelado que Junsu e Hani terminaram devido a seus horários; isso também foi confirmado pela agência do EXID, Banana Culture.
Junsu iniciou seus 21 meses de serviço militar obrigatório em 9 de fevereiro de 2017. Foi dispensado em 5 de novembro de 2018.

## Discografia

### Álbuns de estúdio
- Tarantallegra (2012)
- Incredible (2013)
- Flower (2015)
- Xignature (2016)

### EPs
- Yesterday (2015)

### Singles
- "Xiah" (2010)
- "Tarantallegra" (2012)
- "Uncommitted" (2012)
- "Thank U For" (2012)
- "11AM" (2013)
- "...IS YOU" (2016)
- "Cake Love (PROD by The Black Skirts)" (2016)

## Filmografia

### Séries de televisão
- Banjun Theater (2006)
- Vacation (2006)
- Family Outing (2008)
- Intimate Note (2008)
- Immortal Music Classics (2008)
- Scent of a Woman (2011)

### Musicais
- Mozart! (como Wolfgang Mozart) (2010)
- Tears of Heaven (como Jung-Hyung) (2011)
- Mozart! (Encore) (como Wolfgang Mozart) (2011)
- Elisabeth! (como A morte, Der Tod) (2012)
- Elisabeth! (como A morte, Der Tod) (2013)
- December (como Ji-Wook) (2013)
- Dracula (como Dracula) (2014)
- Death Note (como L. Lawliet) (2015)
- Dracula (como Drácula) (2016)
- Dorian Gray (como Dorian Gray) (2016)
- Death Note (como L. Lawliet) (2017)
- Elisabeth! (como A morte, Der Tod) (2019)
- Xcalibur (como Rei Arthur) (2019)
- Dracula (como Dracula) (2020)

### Programas de rádio
- TVXQ Bigeastation (como apresentador) (2007)

## Prêmios
- 2012 6th The Musical Awards: Ator mais popular
- 2012 18th Korea Musical Awards: Melhor ator
- 2012 18th Korea Musical Awards: Ator mais popular
- 2011 So-Loved Awards: Prêmio Melhor Ost (You Are So Beautiful) — Scent of a Woman
- 2011 3rd Asia Jewelry Awards: Prêmio estrela de K-pop no mundo
- 2011 17th Korea Musical Awards: Prêmio estrela popular (Tears of Heaven)
- 2011 5th The Musical Awards: Prêmio estrela popular (Tears of Heaven)
- 2010 4th The Musical Awards: Prêmio melhor ator estreante (Mozart)
- 2010 4th The Musical Awards: Prêmio estrela popular (Mozart)
- 2010 16th Korean Musical Awards: Prêmio melhor ator estreante (Mozart)
- 2010 16th Korean Musical Awards: Premio estrela popular (Mozart)
- 2010 The Musical Awards: Melhor ator revelação (Mozart)